# Гамілтон (Нова Зеландія)
Гамілтон або Кірікіріроа (англ. Hamilton, маорі: Kirikiriroa) — місто в Новій Зеландії, розташоване на Північному острові за 130 км від Окленду на річці Ваїкато, центр регіону Ваїкато. У місті розташовано один з найбільших університетів країни університет Ваїкато (англ. University of Waikato), у ньому та інших професійних навчальних закладах міста навчається близько 25 000  осіб.

## Економіка
Місто є найбільшим залізничним вузлом країни та одним з найважливіших транспортних вузлів. У місті розташоване найбільше авіабудівне підприємство країни — Пасифік Аероспейс (англ. Pacific Aerospace), що випускає комплектацію для лідерів світового літакобудування Boeing та Airbus SAS і легкі літаки.

## Демографія
Населення міста становить 150 200 (оц.2013-07-01), що становить 3.35 % від усього населення країни. Згідно з даними перепису населення, проведеного у 2006 році, у місті проживає 65,3 % європейців, 19,9 % маорі, 10,6 % китайців, 4,2 % жителів тихоокеанських островів і 1,5 % вихідців з Близького Сходу, Латинської Америки та Африки.

## Природні умови
У місті помірний вологий клімат, кількість опадів становить близько 1184 мм на рік. Уранці взимку часті густі тумани, нерідко затягується до пізнього ранку. Максимальна температура вдень варіюється від 22°–26 °C у січні й лютому, до 10°–15°С у липні та серпні. Улітку температура іноді піднімається до 30°, а ясним зимовим днем може опускатися до позначки -5°. У Гамілтоні сніг не випадає.
За винятком невисоких пагорбів навколо університету Ваїкато, озера Гамілтон на захід від міста й протяжної мережі ярів, місцевість у місті відносно рівнинна.
| Клімат (1981–2010)                         | Клімат (1981–2010) | Клімат (1981–2010) | Клімат (1981–2010) | Клімат (1981–2010) | Клімат (1981–2010) | Клімат (1981–2010) | Клімат (1981–2010) | Клімат (1981–2010) | Клімат (1981–2010) | Клімат (1981–2010) | Клімат (1981–2010) | Клімат (1981–2010) | Клімат (1981–2010) |
| Показник                                   | Січ.               | Лют.               | Бер.               | Квіт.              | Трав.              | Черв.              | Лип.               | Серп.              | Вер.               | Жовт.              | Лист.              | Груд.              | Рік                |
| Середній максимум, °C                      | 23,9               | 24,3               | 22,7               | 19,9               | 16,9               | 14,3               | 13,8               | 14,7               | 16,5               | 17,9               | 19,8               | 21,9               | 18,9               |
| Середня температура, °C                    | 18,4               | 18,8               | 17,1               | 14,5               | 11,9               | 9,5                | 8,9                | 9,8                | 11,6               | 13,2               | 14,9               | 16,9               | 13,8               |
| Середній мінімум, °C                       | 12,9               | 13,2               | 11,4               | 9,1                | 6,9                | 4,7                | 4,0                | 4,9                | 6,7                | 8,4                | 9,9                | 11,9               | 8,7                |
| Середня кількість сонячних годин на місяць | 229,8              | 192,9              | 193,3              | 165,1              | 138,3              | 112,8              | 126,4              | 144,1              | 147,5              | 174,8              | 187,1              | 207,6              | 2019,6             |
| Норма опадів, мм                           | 76.3               | 68.7               | 79.4               | 80.3               | 99.7               | 113.2              | 118.2              | 103.4              | 91.5               | 91.9               | 85.0               | 100.7              | 1108.2             |
| Днів з опадами                             | 7,8                | 6,2                | 7,7                | 8,4                | 11,0               | 12,6               | 12,8               | 13,3               | 11,7               | 11,7               | 10,7               | 10,5               | 124,4              |
| Вологість повітря, %                       | 80.5               | 84.3               | 84.7               | 86.4               | 89.9               | 91.4               | 90.8               | 88.2               | 83.2               | 81.9               | 79.1               | 79.9               | 85.0               |
| ------------------------------------------ | ------------------ | ------------------ | ------------------ | ------------------ | ------------------ | ------------------ | ------------------ | ------------------ | ------------------ | ------------------ | ------------------ | ------------------ | ------------------ |
| Джерело: NIWA                              |                    |                    |                    |                    |                    |                    |                    |                    |                    |                    |                    |                    |                    |

## Міста-побратими
- Сакраменто, США
- Сайтама, Японія
- Усі, КНР
- Чильян, Чилі[5]